# Імріх Шпорка
Імріх Шпорка (словац. Imrich Šporka; нар. 21 червня 1941, с. Буштино, УРСР) — словацький футболіст, захисник. Проживає в Банській Бистриці.

## Кар'єра гравця
У чемпіонаті Чехословаччини він грав за «Червена гвізда»/«Словнафт» Братислава та «Дукла» (Банська Бистриця), але не відзначився жодним голом. Він був членом команди, яка двічі вигравала Кубок Раппано (1962/63 і 1963/64).

## Статистика виступів у чемпіонаті
| Рік              | Матчі | Голи | Хвилини | Клуб                       |
| ---------------- | ----- | ---- | ------- | -------------------------- |
| I ліга 1961/62   | 16    | 0    | 1 292   | ТЄ ЧХ (Братислава)         |
| I ліга 1962/63   | 10    | 0    | 844     | ТЄ «Словнафт» (Братислава) |
| I ліга 1963/64   | 4     | 0    | 341     | ТЄ «Словнафт» (Братислава) |
| I ліга 1968/69   | 1     | 0    | 90      | «Дукла» (Банська Бистриця) |
| ЗАГАЛОМ у I ЛІЗІ | 31    | 0    | 2 567   |                            |